# James Erskine Stirling
James Erskine Stirling, britanski general, * 1898, † 1968.